# Killer of Sheep
Killer of Sheep és una pel·lícula dramàtica estatunidenca del 1978 editada, filmada, escrita, produïda i dirigida per Charles Burnett. Rodada principalment el 1972 i el 1973, va ser presentada originalment per Burnett a la UCLA School of Film el 1977 com a tesi de Màster en Belles Arts. Compta amb Henry G. Sanders, Kaycee Moore i Charles Bracy, entre d'altres, en papers d'actuació.
La pel·lícula representa la cultura dels afroamericans urbans al districte de Watts de Los Angeles amb un estil que sovint agrada al neorealisme italià. La crítica Dana Stevens va descriure la seva trama com "una col·lecció de vinyetes breus tan vagament connectades que de vegades sembla que estiguessis mirant un no-pel·lícula narrativa." There are no acts, plot arcs or character development, as conventionally defined.
Killer of Sheep es va estrenar al Whitney Museum of American Art de Nova York el 14 de novembre de 1978. No va rebre cap llançament general perquè Burnett no s'havia assegurat els drets sobre la música utilitzada en la seva producció. Els drets musicals es van comprar el 2007 per 150.000 US $ i la pel·lícula va ser restaurada i transferida d'una impressió de 16 mm a 35 mm. Killer of Sheep va rebre un llançament limitat 30 anys després d'haver-se completat, amb un llançament en DVD a finals de 2007. La pel·lícula va ser restaurada pel conservacionista de la UCLA Ross Lipman i produïda en DVD per Steven Soderbergh i Milestone Films.El 1990, la pel·lícula va ser seleccionada per a la seva conservació a la National Film Registry per la Biblioteca del Congrés dels Estats Units com a "important cultural, històricament o estèticament".

## Argument
Stan treballa moltes hores a un escorxador a Watts, Los Angeles. La matança monòtona afecta la seva vida domèstica amb la seva dona sense nom i els seus dos fills, Stan Jr. i Angela. A través d'una sèrie d'esdeveniments episòdics confusos: alguns amics intenten involucrar a Stan en un complot criminal, una dona blanca li proposa a Stan que treballi a la seva botiga, i Stan i el seu amic Bracy intenten comprar un motor de cotxe, un mosaic d'un treball auster... sorgeix la vida de classe en la qual Stan se sent incapaç d'afectar el curs de la seva vida.

## Repartiment
- Henry G. Sanders com a Stan
- Kaycee Moore com a dona de Stan
- Charles Bracy com a Bracy
- Angela Burnett com a filla de Stan
- Eugene Cherry com a Eugene
- Jack Drummond com el fill de Stan

## Producció
Burnett va utilitzar els diners de la subvenció de l'l'UCLA School of Film per ajudar a finançar la pel·lícula, però va retardar la producció perquè la seva primera opció d'actor era a la presó i volia esperar fins que estigués en llibertat condicional. Mentrestant, va fer el curtmetratge The Horse. Quan la universitat va insistir que fes la seva pel·lícula de tesi amb o sense el seu primer actor, Burnett va escollir Henry Sanders.
Dirigida per Charles Burnett, Killer of Sheep es va rodar a Watts amb un pressupost de menys de 10.000 USD (38.000 dòlars en dòlars del 2016) més aproximadament un any de caps de setmana el 1972 i el 1973, amb rodatge addicional el 1975. El 1977, Burnett va presentar la pel·lícula com a tesi de Màster en Belles Arts a la School of Film a la Universitat de Califòrnia, Los Angeles. Burnett va dir que també tenia la intenció de fer de la pel·lícula una història de la música afroamericana i la va omplir amb música de diversos gèneres i èpoques diferents. Burnett també va mantenir un feina estable mentre estava rodant Killer of Sheep, passant el seu temps treballant en una agència llegint guions i sinopsis.

## Escena de salt al sostre
Una escena conté un pla d'angle baix de nens saltant de terrat en terrat. Juliet Clark, periodista que escriu al Berkeley Art Museum and Pacific Film Archive, va dir que l'escena mostra com els nens de la pel·lícula "sembla que aconsegueixen una mobilitat que escapa als seus adults".
L'any 2009, es va reproduir una imatge de l'escena, que mostrava un dels nois a mig salt, i es va utilitzar com a portada de l'àlbum The Ecstatic del raper Mos Def. Segons Dale Eisinger de la revista Complex, la portada "subtil i encara en moviment" té un "moviment borrós i oníric, que apareix com una col·lecció de vinyetes no narrativa i solta. que són tangencialment fascinants i increïblement poderosos", alhora que reflecteixen les idees de justícia cultural i desigualtat global presents al llarg del treball de Mos Def.

## Recepció crítica
Tot i que la pel·lícula va guanyar el Premi de la Crítica al Festival Internacional de Cinema de Berlín i va ser aclamada al Festival Internacional de Cinema de Toronto, mai no va tenir un gran llançament a causa de les complicacions per assegurar els drets musicals de les 22 cançons de la banda sonora, que incloïa grans noms com Dinah Washington, Paul Robeson, Louis Armstrong i Earth, Wind and Fire. Va romandre en l'obscuritat durant gairebé 30 anys, obtenint molts elogis crítics i acadèmics i guanyant-se la reputació de clàssic perdut. La pel·lícula no va guanyar un premi fins quatre anys després de sortir, després d'haver d'esperar quatre anys per estrenar-se.
Killer of Sheep té un 97% de qualificació "fresca" a Rotten Tomatoes; el consens afirma: "Per torns divertida, trista i profunda, Killer of Sheep ofereix una visió simpàtica i humana de la vida dins de la ciutat." A la crítica i als estudiosos els ha agradat la pel·lícula com el treball dels directors neorealistes italians, en particular Vittorio De Sica i Roberto Rossellini, per la seva estètica documental i l'ús de la majoria d’actors no-professionals i rodatge en locació. Burnett també ha estat comparat amb Yasujirō Ozu pel seu fort sentit de la composició, amb Stanley Kubrick per la seva oïda aguda per juxtaposar música popular amb imatges, amb John Cassavetes per la seva habilitat per persuadir les actuacions naturals de actors aficionats, i amb Robert Altman pel seu interès en les minuciositats de la interacció humana. Les influències autoproclamades de Burnett són Jean Renoir, Basil Wright i Federico Fellini, totes elles exemplifiquen les qualitats tendres, humanes i compassives per les quals Burnett ha estat elogiat, qualitats intensament presents a Killer of Sheep. El crític Andrew O'Hehir, assenyalant les fortes influències de Jean Renoir, Roberto Rossellini, i Satyajit Ray, va dir: "És difícil destacar com d'estranya, ambiciosa i completament fora de context era per a un cineasta urbà negre sense diners ni reputació per fer aquest tipus de pel·lícula el 1977."
El 1990, la Biblioteca del Congrés dels Estats Units la va seleccionar per a la seva conservació al National Film Registry dels Estats Units per ser "important culturalment, històricament o estèticament".
El 2008, la revista Empire va classificar la pel·lícula número 398 de Les 500 millors pel·lícules de tots els temps.
La National Society of Film Critics va escollir Killer of Sheep com una de les seves 100 pel·lícules essencials.
El 2015, la BBC va nomenar la pel·lícula com la 26a millor pel·lícula estatunidenca mai feta.

### Llistes
La pel·lícula va aparèixer a les deu millors llistes de la crítica de les millors pel·lícules estrenades el 2007.
- 1r – Ed Gonzalez, Slant Magazine
- 2n – Philip Martin, Arkansas Democrat-Gazette
- 3r – Glenn Kenny, Premiere
- 3r – Michael Sragow, The Baltimore Sun
- 3r – Nick Schager, Slant Magazine
- 3r – Richard Corliss, TIME magazine
- 5è – Dana Stevens, Slate
- 10è – Ella Taylor, LA Weekly

## Distribució
Com que abans només existia en impressions usades de 16 mm, la pel·lícula va ser restaurada i ampliada a 35 mm per l'UCLA Film and Television Archive i Milestone Films, gràcies en part a una donació del cineasta Steven Soderbergh. La banda sonora, que no havia tingut llicència, també es va pagar amb un cost de més de 150.000 dòlars.
El 30 de març de 2007 es va estrenar en cinemes selectes dels Estats Units i Canadà i el 13 de novembre de 2007 es va estrenar en DVD com a part d'una caixa de luxe amb una vaersió del director de la segona pel·lícula de Burnett  My Brother's Wedding i tres curtmetratges de Burnett: Several Friends (un precursor estètic de 1969 de Killer of Sheep), la-rebellion/films/horse The Horse (una "al·legoria del sud", en paraules de Burnett) i When It Rains (elogiat com un dels millors curtmetratges de tots els temps pel crític Jonathan Rosenbaum).
El Dia de Martin Luther King Jr., 21 de gener de 2008, Turner Classic Movies va presentar l'estrena mundial de la pel·lícula com a part d'una marató nocturna del treball de Burnett. Burnett va ser entrevistat abans i després de la pel·lícula pel presentador de TCM Robert Osborne.